# Geografie van Aruba

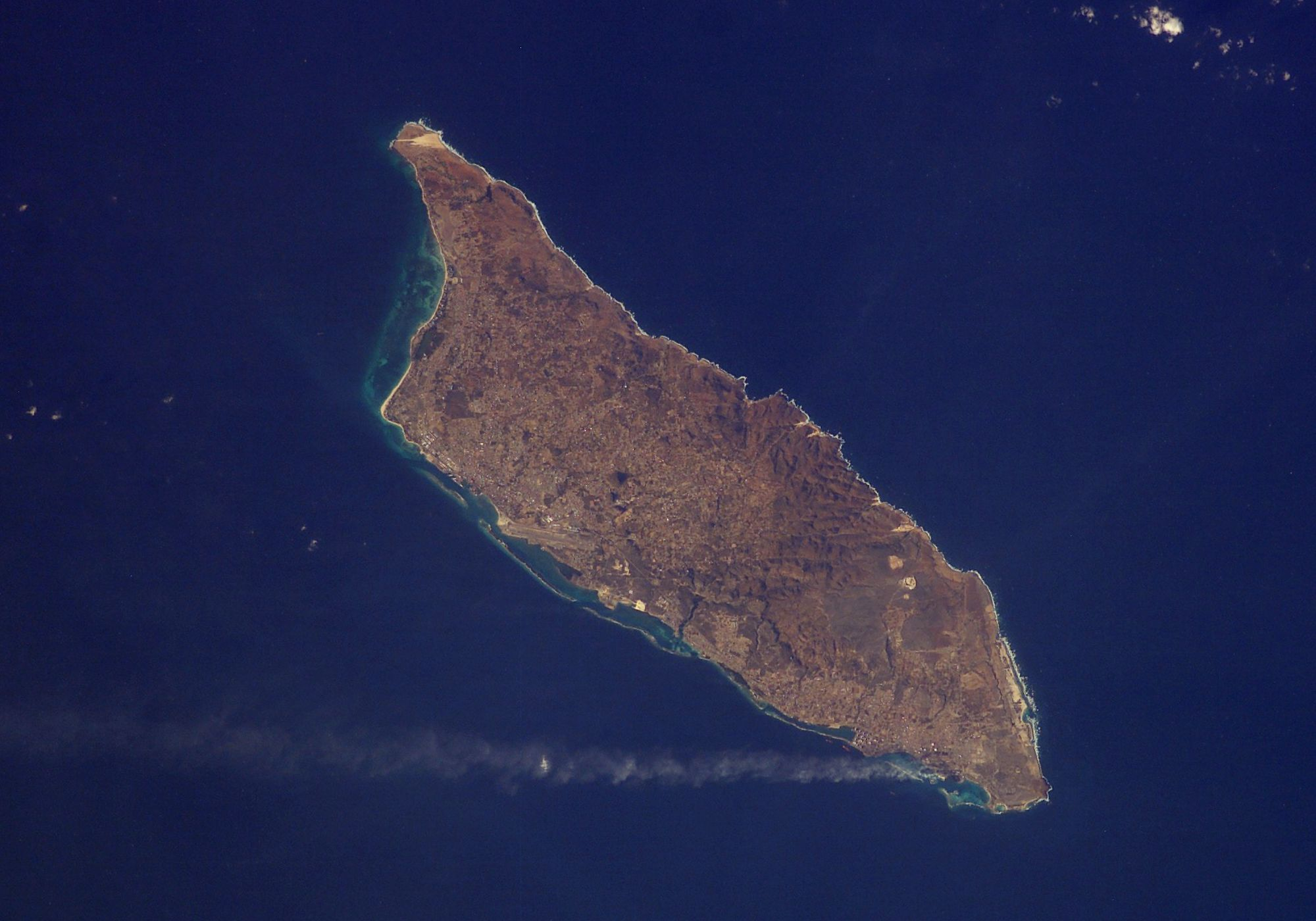
Aruba

Aruba is een eiland in de Caribische Zee. Het ligt 25 kilometer ten noorden van Venezuela en 68 kilometer ten noordwesten van Curaçao. De hoofdstad is Oranjestad.

## Bergen en heuvels
Aruba is grotendeels erg vlak. Het hoogste punt van Aruba is de Jamanota. Deze berg is 188 meter hoog.

## Klimaat
In Aruba heerst er een tropisch klimaat. De gemiddelde temperatuur is 27°C. In januari 26°C en in juli 29°C.

## Statistieken
Locatie:
- Caribische zee, ten noorden van Venezuela

Continent:
- Zuid-Amerika

Oppervlakte:
- Totaal: 193 km²
- Land: 193 km²
- Water: 0 km²

Kustlijn:
- 68,5 kilometer

Hoogste en laagste punt:
- Laagste punt: Caribische Zee 0 meter
- Hoogste punt: Jamanota 188 meter